# Afro Blue Impressions
Albums de John Coltrane
Newport '63
(1963) Crescent
(1964)
Afro Blue Impressions est un album jazz de John Coltrane enregistré en public par le producteur Norman Granz en 1963 à Berlin et Stockholm lors d'une tournée en Europe.

## Historique
De 1961 à 1963 Norman Granz organise les tournées européennes de John Coltrane et enregistre 37 titres live; ils resteront longtemps inédits (hormis des éditions pirates) et paraîtront en coffret de 7 CD : Live Trane: The European Tours (Pablo 84433) dont The Paris Concert, The European Tour et Bye Bye Blackbird.
Lonnie's Lament, Naima, Chasin´ the Trane, My Favorite Things, Afro Blue, Cousin Mary et I Want to Talk About You ont été enregistrés lors des "Berliner Jazztage" à l'Auditorium Maximum de la Freien Universität à Berlin-Ouest le 11 avril 1963.
Les titres Spiritual et Impressions ont été enregistrés à Stockholm le 22 octobre 1963.
Afro Blue Impressions sera publié en 1977.

## L'album
Il comprend des versions évolutives de ses grands classiques : Lonnie’s lament, Naïma, My Favorite Things (qui dure 21 minutes), Spiritual et Impressions.
Lonnie's Lament est un quasi duo entre Coltrane et Elvin Jones; les biographes de Coltrane considèrent ce titre comme le plus réussi de l'album. Il s'agit de la première version du titre, il sera repris en studio sur l'album Crescent sorti en 1964.
La ballade Naima contient un remarquable solo du pianiste McCoy Tyner.
La version de Chasin´ the Trane, joué pour la première fois en 1961 (The Complete 1961 Village Vanguard Recordings), est plus courte et simplifiée.
Le classique My Favorite Things dure près de 20 minutes avec des improvisations et 4 solos alternés de Tyner et Coltrane. La première version (studio) de Coltrane date de 1960 sur son album éponyme.
Le son du saxophone soprano sur Afro Blue de Mongo Santamaria, rappelle étrangement My Favorite Things et est très proche de la version de l'album Live at Birdland. Ce titre n'est jamais paru en version studio.
L'interprétation de Cousin Mary est plus libre que la version originale studio en 1959 de Giant Steps. Après le thème, Tyner entame un solo, puis le rejoignent Garrison et Jones et enfin Coltrane; le morceau se termine par la reprise du thème.
La version originale de la ballade de Billy Eckstine I Want to Talk About You date de la période Prestige sur l'album Soultrane (1958). Coltrane prouve par cette prestation sa grande maîtrise des ballades.
Les morceaux Spiritual et Impressions sont fidèles aux versions Village Vanguard de novembre 1961.

### Les titres
Disque 1
1. Lonnie's Lament - (Coltrane) - 10 min 07 s
2. Naima - (Coltrane) - 7 min 58 s
3. Chasin the Trane - (Coltrane) - 5 min 41 s
4. My Favourite Things - (Rodgers-Hammerstein) - 21 min 02 s

Disque 2
1. Afro Blue - (Mongo Santamaria) - 7 min 34 s
2. Cousin Mary - (Coltrane) - 9 min 54 s
3. I Want to Talk About You - (Billy Eckstine) - 8 min 15 s
4. Spiritual - (Coltrane) - 12 min 16 s
5. Impressions - (Coltrane) - 11 min 30 s

## Le quartet
- John Coltrane — saxophones ténor et soprano
- McCoy Tyner — piano
- Jimmy Garrison — contrebasse
- Elvin Jones — batterie

Ce quartet (1962 à 1965) est l'un des plus célèbres de l'histoire du jazz. Il reste encore aujourd'hui la figure la plus emblématique du jazz modal.
Le pianiste McCoy Tyner habitait dans le même quartier à Philadelphie que Coltrane. Ils jouent ensemble depuis 1957 et il fait partie de la formation de 1960 à 1965.
Elvin Jones, à la batterie, accompagne Coltrane de 1960 à 1966 après avoir joué avec Sonny Rollins.
Jimmy Garrison, ancien contrebassiste de Bill Evans et d'Ornette Coleman complète le quartet en 1962, il accompagne Coltrane jusqu'en 1967.